# ヘンリー・ジョイ・マクラッケン
ヘンリー・ジョイ・マクラッケン（Henry Joy McCracken、1767年8月31日 – 1798年7月17日）は、アイルランド、ベルファスト出身のアイルランド共和主義者、実業家。ユナイテッド・アイリッシュメン協会の創設メンバーのひとり。
プロテスタント系のアイルランド統一論者であり、1798年のアイルランド反乱の首謀者として逮捕、処刑された。

## 経歴
ヘンリー・ジョイ・マクラッケンはベルファストのハイ・ストリート (High street) に、当地の代表的な二つのプロテスタント系実業家の家系を引いて生まれた。父は海運業を営んでいたキャプテン・ジョン・マクラッケン (Captain John McCracken) で、母アン・ジョイ (Ann Joy) はフランスのユグノーの系統を引くフランシス・ジョイ (Francis Joy) の娘であった。ジョイ家はリネン製造で財を成し、『Belfast News Letter』紙を創刊していた。ヘンリーは、政治活動家で社会改革家であったメアリー・アン・マクラッケンの兄であり、ともにアイルランドの伝統文化に関心を寄せていた。
1792年、彼はベルファスト・ハープ・フェスティバルの開催を支援し、アイルランド全土から熟練したハープ奏者を集め、数多くのアイルランド音楽をエドワード・バンティングに採譜させ、その保全に務めた。マクラッケンのローズマリー・レーン (Rosemary Lane) の家に住み込んでいたバンティングは、クラシック音楽の教育を受け、教会のオルガン奏者として働いていた音楽家であった。
マクラッケンは、若いころから共和主義に関心をもち、他のプロテスタント系の仲間と1795年にユナイテッド・アイリッシュメン協会を結成したため、すぐに当局から付け狙われることになった。彼は商用にかこつけて常々アイルランド全土を旅行し、協会支持者の集まりを組織化していったが、1796年10月に逮捕され、ダブリンのキルメイナム刑務所に収容された。マクラッケンはキルメイナム刑務所に収容された最初の政治犯であった。協会の他の指導者たちとともに投獄された彼は、重病となり、1797年12月に保釈金を支払って出獄した。
1798年5月に、ユナイテッド・アイリッシュメン協会主導のアイルランド反乱がレンスターで始まると、アントリム県の協会員たちも6月3日に会合をもって自分たちはどうするかを決することになった。この集会では、フランスからの応援の到着を待つべきだとする動議が僅差で通ったものの、決定的な結論は出せなかった。6月5日には、新たな代表者会議がテンプルパトリックで開催され、マクラッケンはアントリム県における将軍（軍事指揮者）に選出され、直ちに軍事作戦の計画策定に入った。
マクラッケンは、アントリム県にあるすべての小さな町を先に抑え、郡の重役たちが集まって危機対応委員会が開催される見込みだった6月7日にアントリムに向かうという計画を立てた。この計画は、当初はうまく運び、反乱軍はアントリム攻撃へと進んだが、マクラッケンが連携を期待していたカトリック系のディフェンダーズは現れなかった。マクラッケンが率いていた、おもにアルスター・ スコットランド人から成る反乱軍は、イギリス軍に敗れて壊滅した。マクラッケンは、ジェームズ・ホープ、ジェームズ・オール、ジェームズ・ディッキーとともに脱出したが、木綿の取引でマクラッケンと面識のあった男と偶然出会ったことから、結局は逮捕された。マクラッケンは、他のユナイテッド・アイリッシュメンの指導者たちについて、当局に有利な証言をすれば恩赦を与えると持ちかけられたが、同志を売ることを拒んだ。
マクラッケンは、軍法会議で絞首刑となり、その敷地をかつて彼の祖父が市に寄贈したベルファストのコーン・マーケット（Corn Market、穀物市場）で1798年7月17日に刑が執行され、30歳で死去した。マクラッケンに関わる歴史書をまとめたガイ・ベイナーによれば、不名誉な斬首刑とすればさらに新たな反発が起こると思われたことから、遺骸が毀損されずに残されたのだという。マクラッケンは、ベルファストの聖ジョージ教区教会 (the Parish Church of St George) に埋葬されたが、しばらく後に、その墓は破壊された。
マクラッケンの亡骸は、フランシス・ジョゼフ・ビガー (Francis Joseph Bigger) によって、1909年にベルファストのクリフトン・ストリート墓地にある、妹メアリー・アンの墓に合葬されたと考えられている。彼の私生児として生まれた娘マリア (Maria) （母親は明らかにされていないが、メアリー・ボーデル (Mary Bodell) と考えられている）は、叔母であるメアリー・アン・マクラッケンが養育した。